# Skrubtudsen
|  | Denne artikel er oprettet af botten PalnaBot ud fra en ekstern database. Den kan derfor have sproglige fejl eller mangler. Denne skabelon kan fjernes efter kontrol af indholdet. |

Skrubtudsen er en naturfilm fra 1944 instrueret af Hagen Hasselbalch efter manuskript af Hans Hvass.

## Handling
Skrubtudsens liv og færden fra æg-stadiet til fuldt udvokset tudse. Filmen kulminerer i en dramatisk kamp mellem tudsen og et pindsvin, hvor sidstnævnte taber pga. tudsens 'hemmelige våben' - dens stærkt lugtende og giftige kirtler.